# İzzet Çelik
İzzet Çelik (* 20. Juni 2004 in Adana) ist ein türkischer Fußballspieler, der aktuell bei Adana Demirspor in der Süper Lig unter Vertrag steht.

## Karriere
Çelik begann seine fußballerische Ausbildung bei Adana Demirspor, wo er bis in das Jahr 2022 noch in der U19 aktiv spielte. Sein Debüt für die Profimannschaft gab er jedoch schon im Oktober 2020 bei einem 3:0-Sieg in der TFF 1. Lig. Auch wenn er nahezu jedes Spiel im Kader stand, kam er in der Saison 2020/21 nur auf zwei Kurzeinsätze und gewann die Meisterschaft und stieg somit mit seinem Team in die Süper Lig auf. Dort spielte er Ende September das erste Mal, als er erneut kurz vor Schluss ins Spiel kam, als man Gaziantep FK mit 4:0 besiegen konnte. Nach diesem einzigen Saisoneinsatz für Demirspor wurde er für die Rückrunde der Spielzeit in die TFF 2. Lig an Diyarbekirspor verliehen. Dort spielte er elfmal in der verbliebenen Spielzeit.